# Grayenulla spinimana
Grayenulla spinimana är en spindelart som beskrevs av Zabka, Gray 2002. Grayenulla spinimana ingår i släktet Grayenulla och familjen hoppspindlar. Inga underarter finns listade i Catalogue of Life.